# Antonin Artaud
Antoine Marie Joseph (Antonin) Artaud (Marseille, 4 september 1896 – Ivry-sur-Seine, 4 maart 1948) was een Frans avant-gardistisch toneelschrijver- en criticus, dichter, acteur en regisseur. Hij behoorde enige tijd tot de surrealisten.
Artaud, wiens vooruitstrevende ideeën tijdens zijn leven met onbegrip werden ontvangen, is vooral belangrijk als theoreticus van het vernieuwend theater. Hij wilde terug naar het mysteriespel om zodoende de oerangsten en oerdriften van de mens zichtbaar te maken, en pleitte voor een zogenaamd 'wreed theater', een schokkende en onthullende vorm van toneel. Een term om deze vorm van theater te duiden is le théâtre de la cruauté. Zijn manifest uit 1938, 'Le théâtre et son double', heeft grote invloed gehad op het avant-gardetheater na de Tweede Wereldoorlog. Artaud had invloed op theatermakers zoals Jean Genet, Eugène Ionesco en Samuel Beckett. 

## Theater van de wreedheid
In 1932 richtte Artaud "het theater van de wreedheid" op. Artaud liet door middel van fysieke trainingen zijn acteurs tot op de grens van de uitputting gaan. Hij liet de acteurs met elkaar vechten, rare geluiden maken. Zo wilde Artaud bereiken dat de acteur minder rationele controle had, en zo het spel vanuit zijn onderbewuste liet ontstaan. Deze technieken verwijzen duidelijk naar het surrealisme en de psychoanalyse van Freud. Toen zijn voorstelling Les Cenci in première ging, kraamden de acteurs enkel wartaal uit.

## Le théâtre et son double (1938)
In 1938 werd een van Artauds belangrijkste teksten gepubliceerd: Le théâtre et son double. Hierin stelde hij "een theater voor dat in feite een terugkeer was naar de magie en het ritueel". Hij probeerde een nieuwe theatertaal van totem en gebaar te creëren - een taal van ruimte zonder dialoog die alle zintuigen zou aanspreken. " In zijn "theater van de wreedheid" werden de formele prosceniumboog en de dominantie van de toneelschrijver, die hij beschouwde als "een belemmering voor de magie van het echte ritueel", losgelaten ten gunste van "gewelddadige fysieke beelden die de sensibiliteit van de toeschouwer verpletteren en hypnotiseren, gegrepen door het theater als door een wervelwind van hogere krachten".

## Invloed

### Filosofie
Artaud had ook een belangrijke invloed op een aantal filosofen. Gilles Deleuze en Félix Guattari leenden Artauds uitdrukking "het lichaam zonder organen" om hun conceptie van de virtuele dimensie van het lichaam en, uiteindelijk, het basissubstraat van de werkelijkheid in hun Capitalisme et Schizophrénie te beschrijven. Filosoof Jacques Derrida leverde een filosofische behandeling van Artauds werk door middel van zijn concept van "parole soufflée". De feministische onderzoekster Julia Kristeva baseerde zich ook op Artaud voor haar theorievorming over het "subject in proces".

## Werken
- 1925 - L'ombilic des limbes (Navel der Onderwereld, vert. Hans van Pinxteren)
- 1925 - Le pèse-nerfs (De Zenuw-waag, vert. Hans van Pinxteren)
- 1929 - L'art et la mort
- 1931 - Le moine, de Lewis, raconté par Antonin Artaud
- 1934 - Héliogabale ou l'anarchiste couronné
- 1937 - Les nouvelles révélations de l'être
- 1938 - Le théâtre et son double (Het theater van de wreedheid, vert. Simon Vinkenoog)
- 1945 - D'un voyage au pays des Tarahumaras
- 1947 - Van Gogh le suicidé de la société (V.G., de zelfmoordenaar door de maatschappij, vert. Jules Dister)
- 1947 - Artaud le Mômo
- 1947 - Ci-Gît précédé de La culture indienne
- 1948 - Pour en finir avec le jugement de Dieu'
- 1964 - Les Cenci in Œuvres complètes

- Bibsys: 90051798
- Biblioteca Nacional de España: XX1642105
- Bibliothèque nationale de France: cb118892409 (data)
- Catàleg d'autoritats de noms i títols de Catalunya: 981058513199306706
- CiNii: DA01266411
- Digitale Bibliotheek voor de Nederlandse Letteren: arta002
- Gemeinsame Normdatei: 118504495
- International Standard Name Identifier: 0000 0003 5497 1497
- Library of Congress Control Number: n79039731
- Nationale Bibliotheek van Letland: 000033422
- MusicBrainz: b5c52951-d4b4-4ac0-8389-50f01e70ec7b
- Bibliotheek van het Japanse parlement: 00431781
- Nationale Bibliotheek van Tsjechië: jn20000700081
- Nationale bibliotheek van Australië: 35008628
- Nationale Bibliotheek van Israël: 987007257828205171
- Nationale Bibliotheek van Polen: a0000001181732
- Nederlandse Thesaurus van Auteursnamen: 068639562
- RKD-Nederlands Instituut voor Kunstgeschiedenis: 203814
- Istituto Centrale per il Catalogo Unico: CFIV076785
- LIBRIS: 206738
- SNAC: w6x92kv9
- Système universitaire de documentation: 026692465
- Trove: 788084
- Union List of Artist Names: 500137655
- Virtual International Authority File: 71386527
- WorldCat: E39PBJktkFqJXJxkyvP36Hqmh3